# Riu Vero

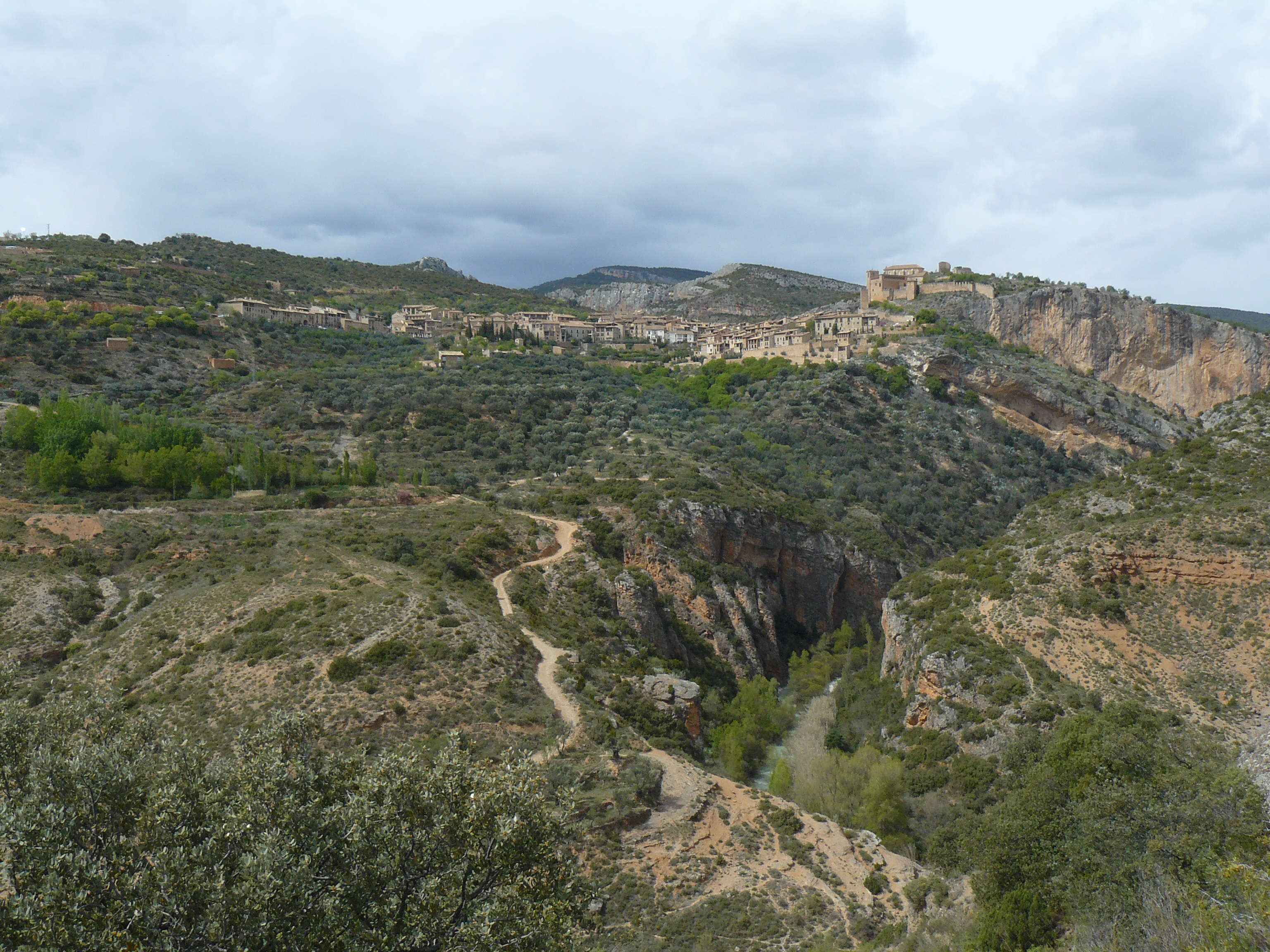
Alquézar i el riu Vero

El riu Vero és un afluent del riu Cinca. Rega junt al Guatizalema el Somontano de Barbastre, una de les comarques de l'Aragó. En el seu curs dona nom a alguns dels llogarets i pobles pels quals passa com Pozán de Vero i separa Colungo del municipi d'Alquézar, que és, gràcies al riu, un important centre turístic a l'estiu. Abans d'arribar a Barbastre, la ciutat més important del seu curs abans de la seua desembocadura en el Cinca, el Vero passa per Buera i Huerta de Vero del municipi de Santa María de Dulcis i Castillazuelo, població integrada dins del Parc Cultural del Riu Vero, declarat parc el juny del 2001 pel Govern d'Aragó en compliment de la Llei 12/1997 del 3 de desembre de Parcs Culturals d'Aragó.

## Afluents
- Barranc de Chimiachas.[10]